# Cristallerie de Portieux
La cristallerie de Portieux est l'héritière d'une des plus anciennes manufactures françaises de cristal spécialisée dans la gobeleterie, les articles de décoration et fantaisie. Au départ une modeste verrerie fondée en 1690 par François Magnien de Magnienville, elle est devenue deux siècles plus tard la plus importante entreprise des Vosges avec un millier de salariés.
Cette manufacture est désormais filiale de la société parisienne Les Jolies Céramiques sans kaolin.

## Géographie
La manufacture de cristallerie de Portieux est située dans l'écart dit « Verrerie de Portieux », commune de  Portieux, dans le département des Vosges et la région Lorraine au cœur de l'importante forêt de Charmes qui lui procurait le bois pour son activité ainsi que les fougères nécessaires à l'obtention du salin. Elle est Implantée le long du ruisseau Le Rochon ou le Mori, affluent de la Moselle qui servait à faire tourner le moulin nécessaire aussi à la verrerie. Le sable utilisé dans le verre provenait au départ de Ferrières (Meurthe-et-Moselle), proche de Tonnoy, puis de Rugney.

## Histoire

### Les origines
La Lorraine avait accordé en 1448 sous le règne de Jean II de Lorraine des privilèges pour les verriers, les assimilant à la noblesse. Il leur était accordé notamment la possibilité de prélever le bois ou l'eau nécessaire à leur activité sur toutes les terres ducales. Cela favorisa naturellement le développement de cette industrie.
L'histoire de la manufacture connue aujourd'hui sous le nom de « cristallerie de Portieux » commence en fait à Tonnoy soit en 1670 soit en 1690. Le duc Léopold Ier de Lorraine accorda en 1698 par lettres patentes au sieur de la Pommeraye, propriétaire des lieux, associé avec François Magnien, détenteur du savoir-faire, l'exclusivité de la fabrication et du commerce de verre sur son duché pour vingt ans, à l'exception des droits concédés antérieurement à 1670 à d'autres verreries.
En 1702, François Magnien (maître d'hôtel du duc de Lorraine) obtient de celui-ci l'autorisation de transférer la verrerie à Portieux-village tout en bénéficiant des mêmes privilèges que la verrerie de Tonnoy, à la suite de la brouille entre ses associés. Dès 1705, il utilise ce privilège pour intenter un procès à la verrerie de Troisfontaines, en vain, car antérieure à 1670. Magnien obtient par la suite d'autres concessions, de nouveaux arpents de terre et de bois pour développer son industrie.
En 1710, il se rapproche de la forêt de Ternes au lieu-dit « la fontaine de Viller », aujourd'hui « fontaine Jean Ruer » à 4 km de Portieux, sur la rive droite du Mori. Il y fabrique du verre à vitre, on appellera cette usine « verrerie des bois », par opposition à celle de Portieux, qui est installée au village et qui fabrique des gobelets.
En 1714, le duc de Lorraine demande à François Magnien de créer une troisième verrerie, pour fabriquer des glaces à miroirs et de carrosses, ainsi que des carreaux pour vitrages en bois et en plomb. Il s'installe en face de la fontaine de Viller sur la rive gauche du Mori, c'est l'emplacement de la cristallerie actuelle.
En 1718, les lettres patentes sont renouvelées pour une nouvelle période de vingt ans et on décide de fermer l'usine de Portieux-village et de la fontaine de Viller afin de regrouper l'ensemble sur la nouvelle manufacture. C'est autour d'elle que se groupent les ouvriers, et ce centre industriel portera le nom de « Magnienville » - aujourd'hui écart de la verrerie de Portieux - du nom de son fondateur. François Magnien obtient le titre de seigneur de Magnienville en 1722.
En 1729, François III de Lorraine - futur empereur romain germanique - révoque tous les privilèges accordés précédemment par son père, dont ceux concédés à François Magnien de Magnienville, lui laissant toutefois finir son bail. La manufacture est donc affermée une première fois en 1739 à différents associés, dont Jacques Chambrette, le propriétaire de la faïencerie de Lunéville, autour de Daix.
La verrerie de Portieux est considérée comme royale dans un arrêt de 1767. Les fermiers se succèdent ensuite régulièrement jusqu'à ce que François Lamy reprenne le bail en 1770, qui installa son gendre Jacques Bour à partir de 1778 comme directeur. Les affaires n'étaient pas faciles: ainsi en 1779, il s'associe avec le directeur de la verrerie de Sainte-Anne pour protester auprès du roi contre l'augmentation du prix du salin et la baisse de sa qualité.
De la Nuit du 4 août 1789, qui abolissait les privilèges accordés aux nobles, la Verrerie de Magnienville allait subir les répercussions et perdre tous les avantages accordés jadis gratuitement par la cour de Lorraine (prélèvement de bois dans les forêts...). Durant cet hiver, la vie était rude, le gel et le verglas rendaient les routes impraticables et l'expédition des produits difficile. À cela s'ajoutait une crise économique due aux mauvaises récoltes, à l'augmentation des prix du pain, entraînant une crise de consommation des produits de l'artisanat. Les invendus s'amoncelèrent et dans les verreries, le chômage se multiplia. À Portieux cependant, on résistait mieux qu'ailleurs.
Le droit accordé à toutes ces bouches à feu de prélever gratuitement ou à peu près, dans les forêts, le combustible qui leur était nécessaire, avait excité bien des jalousie. Aussi, la rentrée dans le droit commun de toutes ces manufactures privilégiées fut accueillie avec joie par les populations.
Le domaine de Magnienville devenait « bien national », et en 1796, il était acheté par les directeurs qui l'exploitaient auparavant : MM. Lamy et Bour. Les mêmes achèteront aussi le monastère de Belval situé sur la commune de Portieux (entre Portieux village et La Verrerie).

### Le développement auXIXesiècle

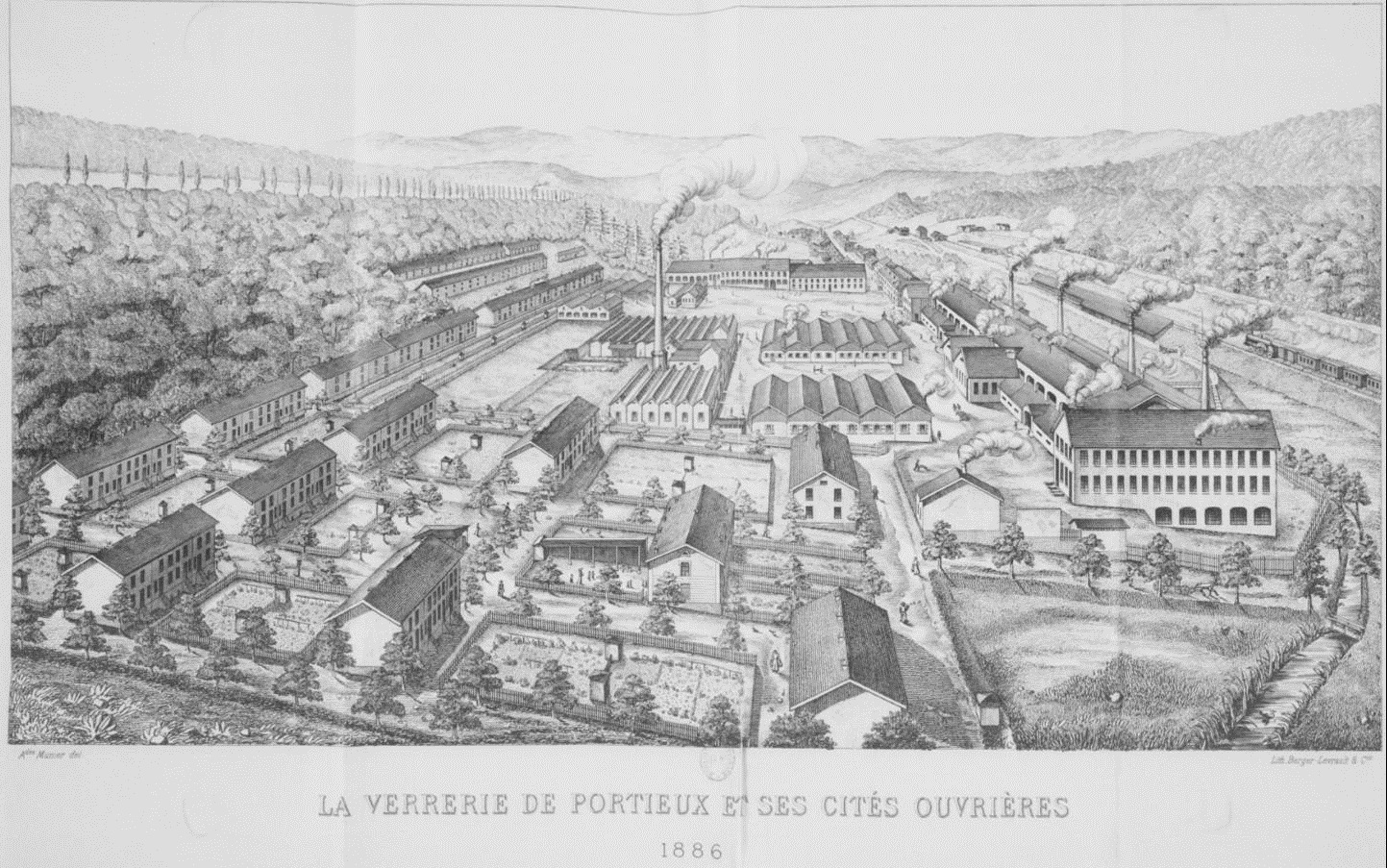
Gravure de la manufacture de Portieux en 1886.

Jacques Mougin (gendre de Bour) prend la suite en 1820, puis son fils Édouard en 1846 qui transforme l'entreprise en « Société des verreries de Portieux » en 1854. Puis, son petit-fils, Xavier Mougin prend la tête en 1867. C'est ce dernier qui opérera le rapprochement avec la  cristallerie de Vallérysthal sous la présidence alors de Georges Chevandier de Valdrome en 1871, à la suite de l'annexion de la Moselle par l'Allemagne. C'est aussi à cette date qu'est inaugurée une voie de chemin de fer, la ligne de Charmes à Rambervillers qui permet de désenclaver l'usine, dont Xavier Mougin était par ailleurs actionnaire.
Il est à noter que ses fils, les frères Mougin, travailleront comme céramistes pour la Faïencerie de Lunéville-Saint-Clément.
En 1874, des logements ouvriers sont construits. En 1878, la cristallerie est récompensée par une médaille d'or à l'occasion de l'exposition universelle, première gobeleterie à en bénéficier.

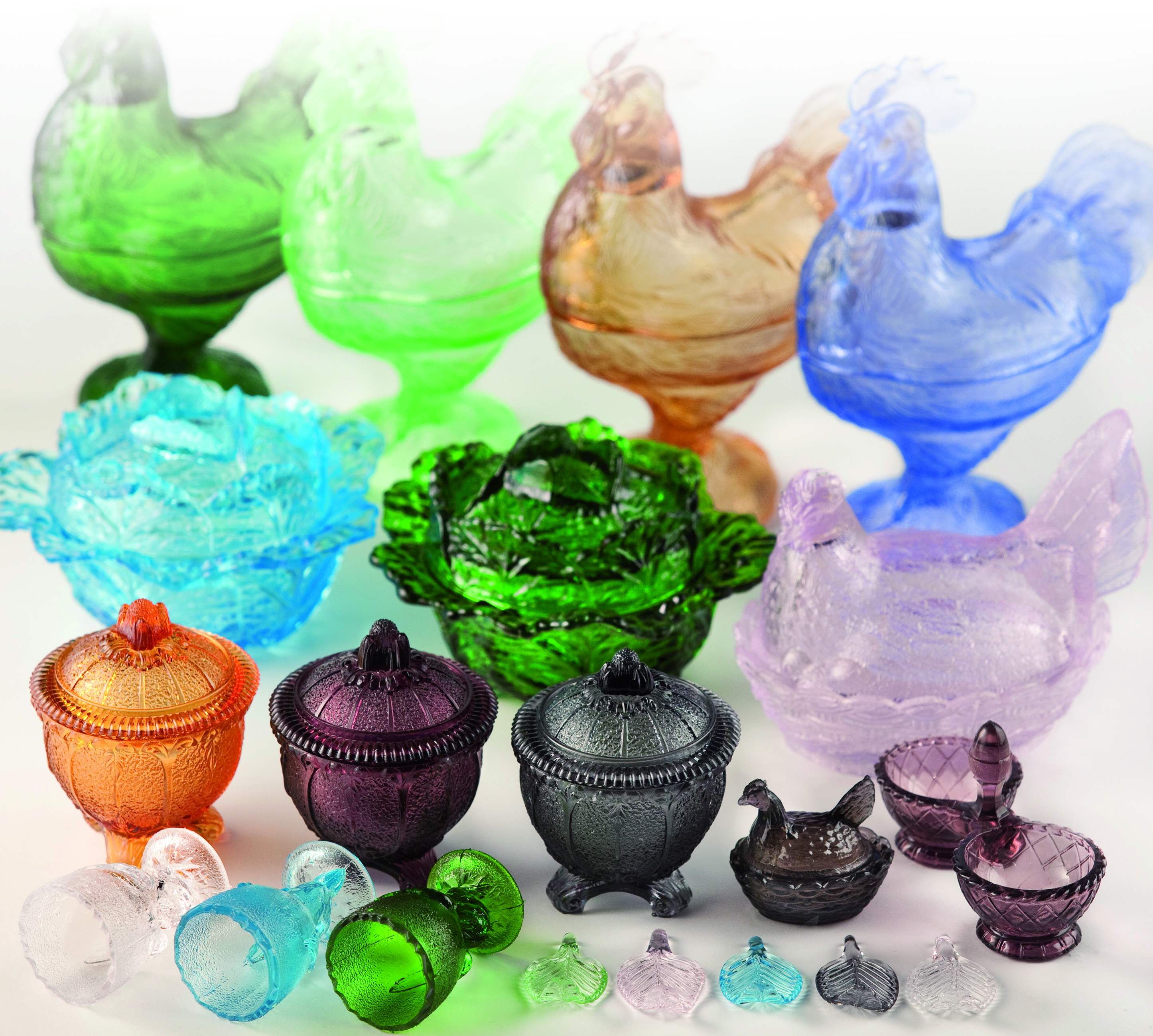
Sucriers en cristal pressé de Portieux. Fin du XIXe siècle.

En 1886, le docteur Alban Fournier, ami et parfois collaborateur du directeur Xavier Mougin, publie une étude sur la verrerie de Portieux, publiée chez Berger-Levrault à Paris : la manufacture emploie 820 personnes.
En 1898, la Grande Duchesse de Wladimir, épouse du frère du Tsar Nicolas II, découvre la manufacture à l'occasion d'une cure à Contrexéville. Elle en deviendra une cliente assidue.

### AuXXesiècle
Adrien Richard succède à Xavier Mougin comme directeur en 1905. Il est aussi élu maire de Portieux en 1900 aux côtés de neuf conseillers municipaux (sur 16) appartenant à la cristallerie. Le maire de Portieux appartiendra d'ailleurs à la Verrerie jusqu'en 1970.
En 1914, il se produit 38 000 pièces par mois, réparties sur 8 000 modèles. En 1920, la Cristallerie de Baccarat très endommagée lors de la guerre ouvre un atelier à Rambervillers pour débaucher les ouvriers de la taillerie de Portieux, qui doit donc de ce fait fermer un atelier.
Le gendre d'Adrien Richard reprend la direction à la suite du départ à la retraite de celui-ci en 1935, puis le neveu de celui-ci, Claude Hanus, en 1957.

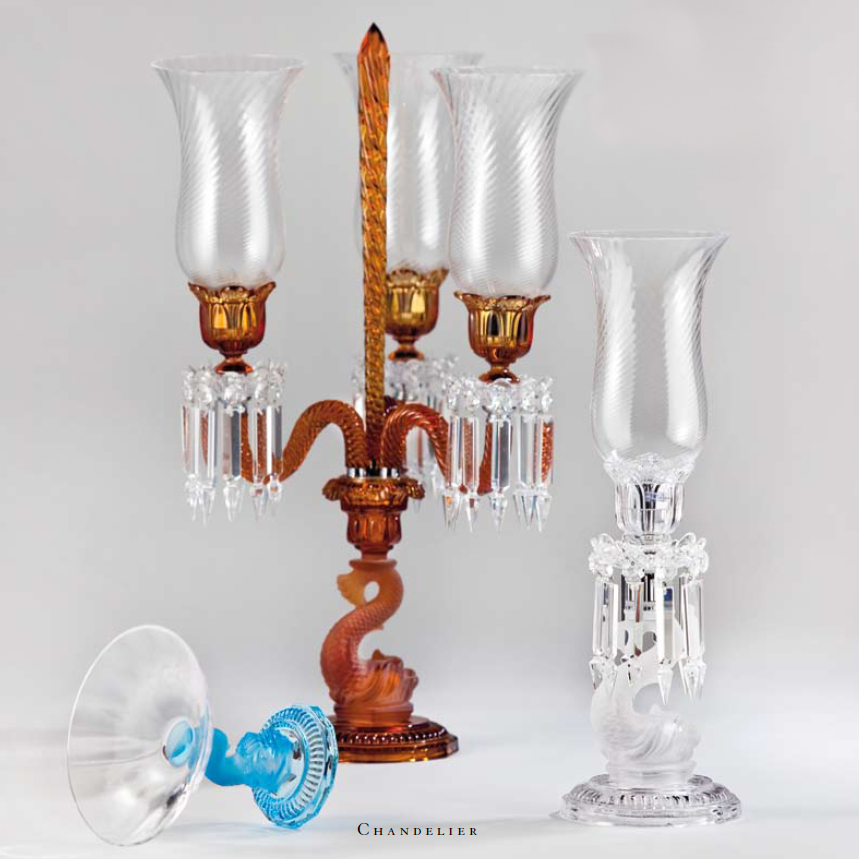
Coupe et candélabres « Dauphin » par la cristallerie de Portieux.

En 1939, la fermeture de la verrerie est annoncée, victime de la crise économique et de l'absorption de la Tchécoslovaquie - célèbre pour son art du verre en Bohême - par l'Allemagne qui lui assure des débouchés commerciaux mondiaux. Elle sera finalement sauvée par le déclenchement de la Seconde Guerre mondiale. L'usine sera libérée le 14 septembre 1944 par une division du général George Patton.
En 1948, l'entreprise tente de se reconvertir dans la verrerie mécanique, avec un four à bassin : ce fut un échec, sans doute du fait de l'antinomie avec le savoir-faire quasi artisanal des verriers, dont ceux-ci voulaient préserver la noblesse. Ce four est abandonné en 1955.

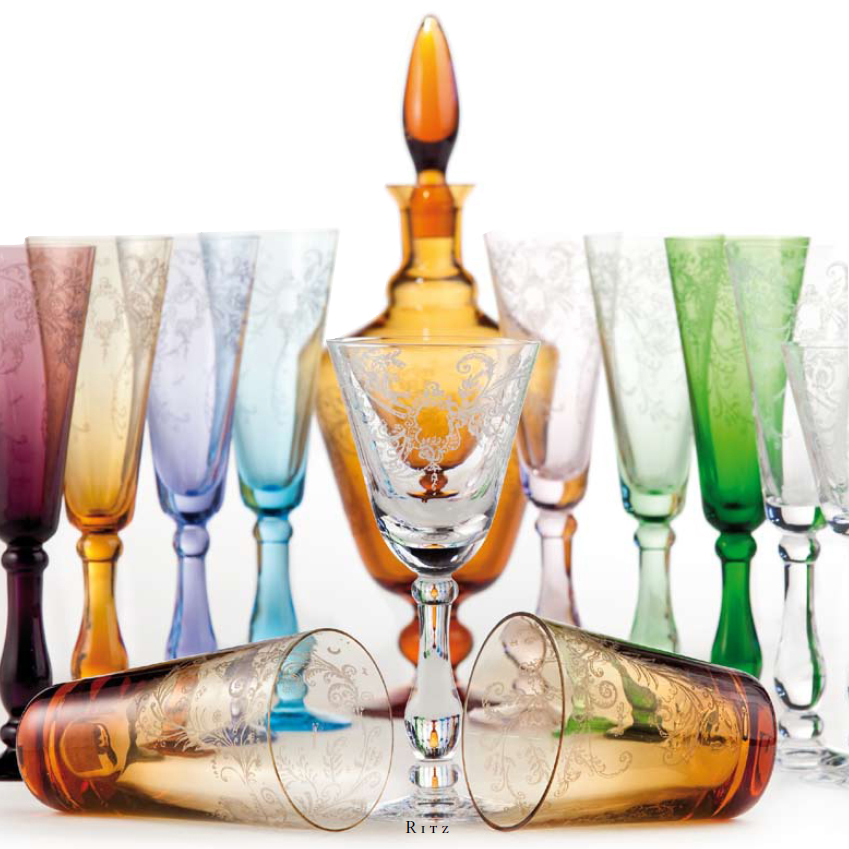
Verres et carafe réalisés par la cristallerie de Portieux pour le Ritz Paris à Paris.

Dès les années 1960, la société fournit de nombreux clients de prestige: Maxim's, Brasserie Lipp, Hôtel de Crillon, Le Bristol Paris, InterContinental Carlton Cannes, Hôtel Lancaster, etc.. La société est rachetée par Compagnie Française du Cristal en 1970, ce qui l'entraînera dans une spirale de décroissance qui se soldera par une faillite en 1981. La société est alors reprise par une première SCOP puis d'autres qui se succéderont avec des repreneurs extérieurs - dont les porcelaines Bernardaud, faute de trouver un équilibre financier jusqu'en 1996. La cristallerie continue cependant d'innover en travaillant avec des artistes comme Jean-Paul van Lith qui utilise les décors à l'or, lustres métalliques ou encore l'émail ou bien Matéi Negreanu qui remet au goût du jour le savoir-faire de la manufacture en opaline.
La cristallerie de Portieux est de nouveau réunie depuis 1996 à la cristallerie de Vallerysthal, ce qui perdure jusqu'au 29 avril 2021, date à laquelle le groupe Faience & Cristal Fins a été mis en liquidation. La commune a repris des actifs dans la perspective d'un écomusée.

#### Sources historiques
- M. Beaupré, Les gentilshommes verriers : ou recherches sur l'industrie et privilèges des verriers dans l'ancienne Lorraine, Nancy, 67, place du marché, Hinzelin & Cie, 1841.
- Alban Fournier, La verrerie de Portieux : origine, histoire, Paris, 5, rue des Beaux Arts, Berger-Levrault & Cie, 1886, 86 p..
- Ad. Marcus, Les verreries du comté de Bitche : essai historique XVe-XVIIIe siècles, Nancy, 11, rue Jean Lamour, éditions Berger-Levrault & Cie, 1887, 363 p..

#### Catalogues commerciaux
La cristallerie a publié, au cours de son existence, plusieurs catalogues commerciaux illustrés permettant d'appréhender l'étendue de sa production. Certains sont accessibles en ligne.
- Établissement de Portieux, Collection de Dessins & Prix courants : Articles pour Ornements d'Eglises et pour Horlogers : Articles pour Ornements d'Eglises et pour Horlogers, 1914 (lire en ligne), partie VI.

Collection de Dessins & Prix courants - 1914
Page de titre.
Planche 291.
Planche 295.
Planche 296.

#### Ouvrages techniques et didactiques
- Janine Bloch-Dermant, Le verre en France, Epinal, les éditions de l'amateur, septembre 1988, 157 p. (ISBN 2-85917-070-7).
- Michel Drouot, Histoire de la verrerie de Portieux, Paris, association d'hier à aujourd'hui, juin 1991, 177 p. (ISBN 2-908691-06-X).
- Philippe Picoche, Une entreprise vosgienne. La verrerie de Portieux (1850-1950), thèse de doctorat (non publiée), coll. « Université Lumière Lyon 2 », 16 novembre 2000.
- Simon Edelblutte, « La Verrerie-de-Portieux : Genèse et transformation d'un isolat industrialo-urbain », Le Pays lorrain, vol. 81, no 4,‎ octobre-décembre 2000, p. 257-266 (lire en ligne).
- Chantal Humbert, Les arts décoratifs en Lorraine : de la fin du XVIIe siècle à l'ère industrielle, Paris, Les éditions de l'amateur, 1993, 207 p. (ISBN 978-2-85917-157-5).
- Jean-Pierre Ferry, La Verrerie de Portieux. 300 ans d'histoire, Épinal, éditions du Sapin d'Or, 3e trimestre 2004, 327 p. (ISBN 2-85712-010-9).

#### Autres ouvrages
- Gérard Triboulot, Le cri du verre, Charmes, imprimerie du capucin, 1994, 401 p..
- Abbé Gaire, Portieux, Curé de Portieux, 3 novembre 1972, 172 p..